# سفیر

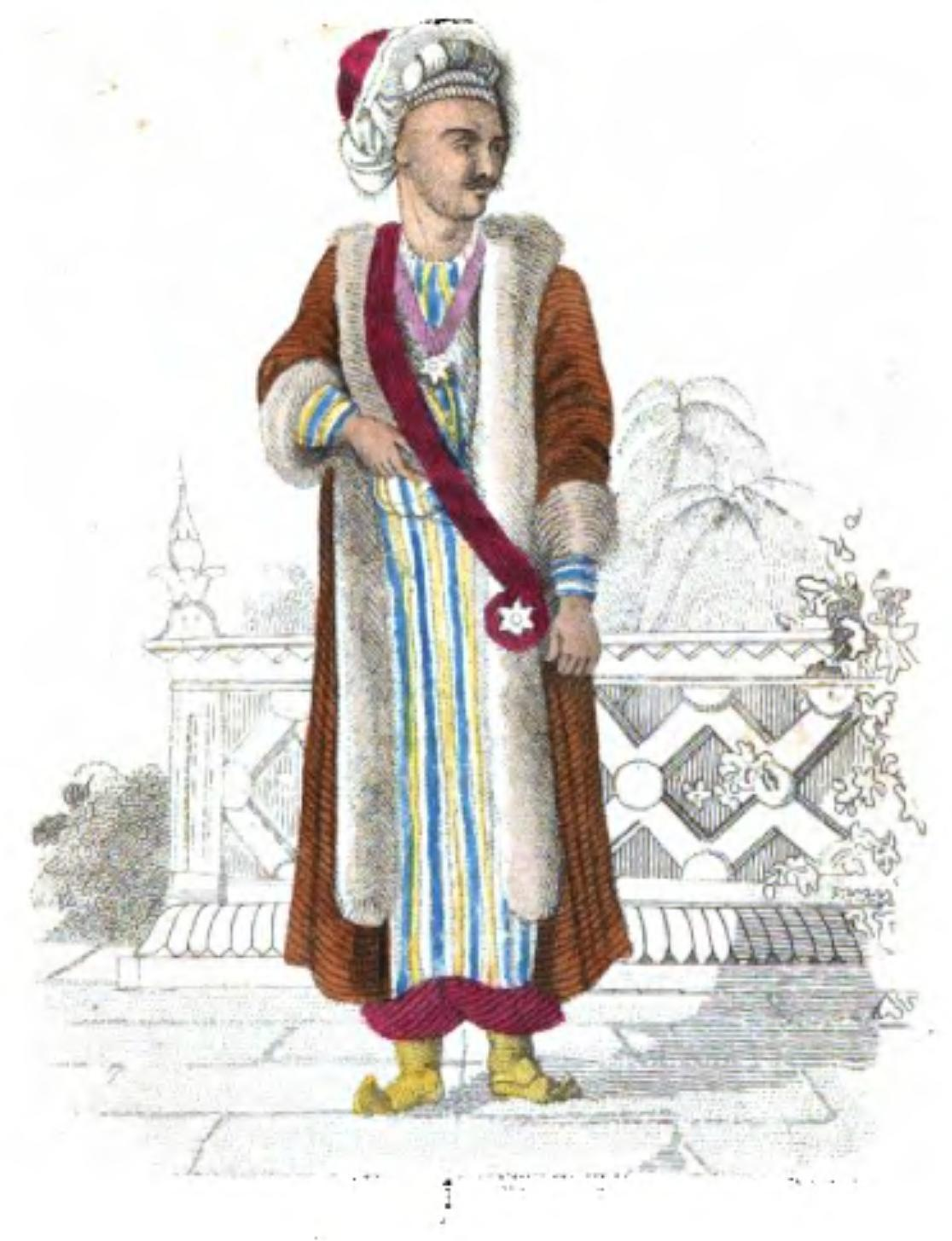
سفیر ایران

سَفیر یا آمباسادور (به فرانسوی: Ambassadeur) عالی‌ترین نماینده و مقام رسمی سیاسی یک کشور نزد کشور یا سازمان بین‌المللی پذیرنده می‌باشد.
مأموریت اصلی سفیر این است که از حقوق شهروندان کشور خود در کشور مقابل دفاع کند. همچنین کلیهٔ امور شهروندان یک کشور در کشور مقابل به عهدهٔ سفارت آن کشور است. به معنای ساده‌تر، سفیر نمایندهٔ سیاسی مقیم کشورها در کشور دیگر است. حال اگر شخصی غیر از آن به‌عنوان سفیر به کشوری دیگر فرستاده شود به آن «سفیر فوق‌العاده» یا «فرستادهٔ ویژه» نیز می‌گویند.
سفیر کبیر عالی‌ترین نماینده و مقام سیاسی یک کشور نزد دو یا چند کشور دیگر می‌باشد.
این سیاستمداران در زمره مأمورین لایق و مورد اعتماد حکومت‌ها و دولت‌ها هستند که به سمت سفیر و نماینده فوق‌العاده در چند کشور تعیین می‌گردند.